# VideoLAN
VideoLAN je grupa ljudi, VideoLAN Team, koja razvija besplatni softver otvorenog koda za prikazivanje video i drugih multimedijalnih formata kroz LAN.
Projekt VideoLAN počeo je 1996. kao akademski projekt studenata École Centrale Paris. Projekt je iz osnova ponovo napisan 1998., a 2001. dat je pod licencu otvorenog koda GNU GPL. Na projektu su počeli raditi i ljudi izvan škole, pa je to sad međunarodni projekt sa suradnicima iz 20 zemalja, pod neprofitnom organizacijom VideoLAN sa sjedištem u Parizu.

## Projekti
U početku, projekt je obuhvaćao dva programa za streaming media, VideoLAN Client (VLC) i VideoLAN Server (VLS). Danas je VideoLAN host za nekoliko video projekata, namijenjenih prventveno programerima (libdvdcss, libdvbpsi, libdvbcsa...), kao i poznatih programa
- VLC - VideoLAN Client, glavni program projekta, preuzeo je i serverske mogućnosti VLS-a,
- VLS - VideoLAN Server, razvoj je obustavljen, a njegove mogućnosti preuzeo je VLC,
- VLM -VideoLAN Manager, Java aplikacija za rad s više instanci VLC-a preko telnet sučelja.

## Vanjske poveznice
- VideoLAN službena web stranica